# Paavo Lukkariniemi
Paavo Lukkariniemi (ur. 14 kwietnia 1941 w Ylitornio) – fiński skoczek narciarski. Jego największym sukcesem jest zdobycie indywidualnie brązowego medalu na mistrzostwach świata w Oslo. Wyprzedzili go wówczas tylko Norweg Bjørn Wirkola i reprezentant NRD, Dieter Neuendorf.

## Mistrzostwa świata
- Indywidualnie
  - 1966 Oslo (NOR) – brązowy medal (normalna skocznia)